# Стадион Тумба
Стадион Тумба (грч. Γήπεδο Τούμπας, Στάδιο ΠΑΟΚ) је стадион који се налази у истоименом насељу у грчком граду Солуну, на ком своје домаћинске утакмице играју фудбалери ПАОК-а. Стадион је саграђен 1959. године и има капацитет од 28.701 седишта, као и четири рефлектора. Овај терен је учествовао у десет националних лига, а од 1979. године служи као влашниство ФК ПАОК. Првобитни капацитет стадиона је био 45.000, све док се број седишта на трибинама није смањио 1998. године на 32.000. Увођене безбедносне зоне, 2000. године, капацитет стадиона смањен је на 28.850 седишта. Највећа посећеност овог стадиона била је 19. децембра 1972. године у првом колу Грчке лиге на мечу између ПАОК-а и АЕК-а, када је присуствовало 45.252 навијача. Овај стадион се користио за тренинге на фудбалском турниру на Олимпијским играма 2004. године.